# Paro agrario del Perú de 2020-2021
El paro agrario del Perú se refiere a una serie de protestas que se desarrollaron de forma inicial en el departamento de Ica, desde el 30 de noviembre de 2020, por parte de agricultores que denunciaron ser víctimas de maltrato y malas condiciones laborales. A ellos se le sumaron agricultores del departamento de La Libertad y Piura. Los trabajadores pedían la derogatoria de la Ley de promoción agraria (ley n.° 27360 o Ley Chlimper), cuya vigencia había sido ampliada el año anterior hasta el 31 de diciembre de 2031 a partir del Decreto de Urgencia 043-2019, durante el Gobierno del presidente Martín Vizcarra.
Los manifestantes fueron escuchados por el Consejo de Ministros, quienes en conversaciones con el Congreso, después de varios días aprobaron el Proyecto de Ley n.° 5759 que derogaba la Ley n.° 27360. Así, en el quinto día de paro agrario, los manifestantes liberaron la Panamericana Sur. Las protestas dejaron dos muertos.
El 21 de diciembre, un día después de que los parlamentarios en el Congreso de la República no llegaran a un acuerdo para aprobar la nueva ley agraria, los manifestantes retomaron el bloqueo de la Panamericana Sur. Los gremios agricultores anunciaron que se desarrollará oficialmente un paro agrario nacional desde el 29 de diciembre de 2020. Desde el reinicio del paro se registraron doce muertes relacionadas al paro, todas en el departamento de La Libertad. El 17 de enero de 2021 se registró la última protesta relacionada al paro agrario, por parte de manifestantes que exigían justicia por los fallecidos.
La Oficina del Alto Comisionado de las Naciones Unidas para los Derechos Humanos (ACNUDH) investigó las protestas de noviembre de 2020 y publicó un informe concluyendo que las fuerzas de seguridad hicieron un «uso innecesario y excesivo de la fuerza» contra los manifestantes. El Ministro del Interior de ese entonces, José Elice, luego de la divulgación de una foto en donde se ve a un policía vestido de civil disparando con arma corta a la altura del cuerpo de un manifestante declaró que «Nada justifica que la policía use armamento prohibido en estas circunstancias, va contra la ley y los reglamentos».

## Contexto

### Histórico
Ya entre enero y febrero de 2018 se desarrolló un paro agrario por parte de trabajadores y campesinos productores de papa contra el gobierno de Pedro Pablo Kuczynski, por la caída del precio de este tubérculo nacional por otros traídos del extranjero mediante acuerdos y tratados de libre mercado, las manifestaciones tuvieron especial relevancia en la región de Ayacucho. El 11 de febrero el paro cesó tras llegarse a un acuerdo entre el gobierno y los manifestantes.

### Reciente
Con la aceptación de la vacancia contra el presidente Martín Vizcarra por presuntos actos de corrupción y cohecho, se originaron protestas de índole político pidiendo la renuncia de su sucesor por orden constitucional, Manuel Merino, dichas protestas generaron la muerte de Brian Pintado e Inti Sotelo, tras los enfrentamientos entre los manifestantes y la Policía Nacional del Perú. Merino renunció al cargo el 15 de noviembre y se llevó a cabo la elección de una nueva junta directiva que llevó al poder a Francisco Sagasti, quién tuvo roces con la policía por la renovación de las cúpulas, realizada según varios analistas y exministros de manera ilegal, esto generó molestia en sectores policiales que renunciaron en grupo, dando origen a una tensión de ingobernabilidad en el marco de la crisis política que tiene ese país desde 2017.

## Primera fase
En la primera fase de protestas, los manifestantes reclamaban la derogación de la ley N.° 27360 mediante el bloqueo de carreteras. Con el objetivo cumplido, terminó esta fase.

### Ica
El 30 de noviembre de 2020, los agricultores, trabajadores de agroexportación iniciaron un paro agrario en distintos sectores del Departamento de Ica, exigiendo la derogatoria del decreto de urgencia 043-2019, que amplió la vigencia de la Ley de Promoción Agraria y mejoras en sus condiciones laborales. Los manifestantes bloquearon la carretera Panamericana Sur desde la madrugada del día 30 e ingresaron a las oficinas de Senasa y de algunas empresas agroexportadoras, en donde se registró ataques a la propiedad pública y privada, y sustracción de bienes y productos agrícolas.
El 1 de diciembre, la Presidencia del Consejo de Ministros convocó a una mesa de diálogo con algunos trabajadores; sin embargo, no permitieron la participación de los empleadores. Los voceros del Frente de Trabajadores Agrarios de Ica no asistieron a la mesa de diálogo. El mismo día, trabajadores de la Provincia de Pisco, y los sectores de Parcona, Santiago, Tate se sumaron al paro agrario. Luego de ser instalada, la mesa de diálogo culminó sin acuerdos entre el Gobierno y los trabajadores.
El 2 de diciembre el ministro de Trabajo Javier Palacios Gallegos asistió a Ica a la mesa de diálogo; sin embargo no logró acuerdos con los trabajadores. Los agricultores decidieron dar una "tregua humanitaria" para que los vehículos transiten desde las 17:00 horas hasta las 00:00 horas del 3 de diciembre. Luego de ello, se reanudó el bloqueo de la ruta Panamericana Sur.
Comienzan a producirse desabastecimientos de algunos productos en la provincia de Ica debido a las protestas agrarias. Varios camiones cargados con mercancías quedaron varados en la Panamericana Sur debido a los bloqueos.

### Apurímac
El 1 de diciembre, pobladores de la provincia de Cotabambas en Apurímac iniciaron un paro indefinido y bloquearon el corredor minero de Las Bambas. Los comuneros solicitaron la presencia de la presidenta del Consejo de Ministros Violeta Bermúdez Valdivia para llegar a acuerdos con la empresa MMG.

### La Libertad
El 3 de diciembre de 2020, trabajadores del sector agrario de la Provincia de Virú en La Libertad bloquearon la carretera Panamericana Norte exigiendo mejores condiciones laborales, así como la derogación de la Ley de Promoción Agraria. Al mediodía del 3 de diciembre diversos medios reportaron un fallecido en las protestas. Este fue un trabajador agrícola que protestaba en Virú fue asesinado tras recibir un disparo en la cabeza. Después de su muerte, se hicieron convocatorias de una marcha nacional entre los peruanos para condenar su muerte, además de exigir la mejora de los derechos laborales, y se programó una protesta para el día siguiente. El presidente Sagasti condenó la muerte, afirmando que "investigaremos lo sucedido, no queremos que muera nadie por defender los derechos laborales".
Durante la tarde del 4 de diciembre, el gobernador regional de La Libertad, Manuel Llempén, dio a conocer del fallecimiento de un joven de 23 años en un accidente vehicular. Según indicó, la persona no recibió auxilio de una ambulancia porque las carreteras se encontraban bloqueadas.

### Piura
El 3 de diciembre, trabajadores de la empresa agroindustrial Pedregal en el Distrito de Castilla en Piura iniciaron también un paro agrario exigiendo mejores condiciones laborales.

### Junín
Durante la madrugada del 4 de diciembre de 2020, trabajadores de Doe Run bloquearon la Carretera central como medida de protesta para exigir al gobierno de Francisco Sagasti la adjudicación directa de los activos de la empresa. Los trabajadores bloquearon las carreteras La Oroya - Huancayo, La Oroya - Lima y La Oroya - Tarma.

## Segunda fase
En la segunda fase de protestas, los manifestantes bloquearon nuevamente las carreteras, esto luego de que los congresistas de la República no aprobaran la nueva Ley agraria.

### Ica
El 21 de diciembre, luego de que el Congreso de la República no aprobara el nuevo régimen laboral agrario, los trabajadores del sector agrario volvieron a tomar la Panamericana Sur con piquetes y barricadas que impedían el paso de los transportistas.
El 22 de diciembre, se registraron enfrentamientos con la policía, en la Panamericana Sur y Norte. Los miembros del orden intentaron desbloquear la carretera. Se reporta el uso de gas lacrimógeno y perdigones para dispersar a los manifestantes.
El 23 de diciembre los enfrentamientos entre los manifestantes y la policía se intensificaron. La Asociación de Gremios Agrarios Productores del Perú anunció la suspensión de sus operaciones por el paro. La Policía Nacional del Perú logró desbloquear la Panamericana Sur y así los vehículos varados comenzaron a circular.
El 24 de diciembre no se registraron mayores incidentes, debido a que la policía resguardó la Panamericana Sur para evitar nuevos bloqueos por parte de los manifestantes.
El 29 de diciembre de 2020 se dio por iniciado en el departamento de Ica el paro agrario nacional de 24 horas y no se registraron bloqueos de carreteras por parte de los agroexportadores.

### La Libertad
El 21 de diciembre de 2020, los agricultores de Virú se sumaron a las protestas y bloquearon la Panamericana Norte.
El 1 de enero de 2021, ante las manifestantes en Virú la Presidencia del Consejo de Ministros se reunió con el gobernador regional del departamento de La Libertad para entablar una mesa de diálogo. Ese mismo día los manifestantes desbloquearon la panamericana norte.
El 2 de enero de 2021, la Defensoría del Pueblo informó del fracaso de lo hablado en la mesa de diálogo: «Hay un compromiso, pero no podríamos decir que es un acuerdo», porque no hubo ningún acta firmada entre la entidad pública y los representantes de los manifestantes.
El 4 de enero de 2021, se inició una nueva mesa de diálogo luego de que lo hablado en la primera mesa de diálogo haya tenido poco éxito en lograr calmar las manifestaciones.

## Impacto

### Económico
El sector agroexportador vio afectado su ingreso económico. La pérdida directa por las paralizaciones son 40 millones de USD solamente en la región de Ica. Por cada día de paralización, 200 contenedores no saldrían a su destino por la panamericana sur.
De 1500 y 2000 unidades de transporte se vieron afectados en los bloqueos de las carreteras y autopistas por parte de los manifestantes, dicho sector económico ya había sido muy golpeado por la pandemia. El negocio del transporte, ya muy afectado por la pandemia de COVID-19, los buses interprovinciales «al día pierden S/ 20 millones y en lo que es paquetería que se envía en las bodegas de los buses, hay una pérdida de S/ 10 millones por día» y además de los daños a los vehículos como parabrisas y ventanas «cada uno de ellas tiene costos de S/ 3000 y S/ 4000 por bus», detalló el gremio de Transporte Interprovincial COTRAP-APOIP.
El 3 de diciembre varias agencias, de viajes suspendieron de manera indefinida los viajes al norte y sur del Perú, también los pasajeros que se encontraban varados por los bloqueos comenzaban a desabastecerse de alimentos.

### Social
El cuestionamiento a la policía debido a las muertes de Brian Pintado e Inti Sotelo en las protestas contra la vacancia, hizo que los efectivos policiales se volvieran al principio reacios a cumplir adecuadamente su función en el paro agrario, Martín Ojeda, representante gremial de Transporte Interprovincial COTRAP-APOIP dijo que debido a los bloqueos en Virú se abren rutas informales en donde malhechores que se hacen pasar como agricultores acosan a los vehículos y cuando «Va la policía, les tiran piedras. Están siendo sacrificados. Ahora tienen que esconderse en los buses». José Tisoc Lindley ex, director general de la Policía Nacional del Perú indicó que el gobierno presidido por Francisco Sagasti se desentiende del paro agrario: «Ellos han creado ese problema, no han escuchado a los trabajadores, no han actuado».
El 23 de diciembre manifestantes en Chao secuestraron a dos policías que intentaban restablecer el orden, los oficiales secuestrados fueron Frank Morales Vargas y Jhon Loarte Mauricio, que fueron liberados luego de ser agredidos, también se registraron ataques a los miembros policiales como cortes en sus rostros y sustracción ilegal de arma de fuego por parte de los manifestantes.
Según un registro del Instituto Nacional de Defensa Civil solo en la provincia de Virú, región de La Libertad, desde el 20 de diciembre se reportaron que en las protestas había presencia de menores junto a sus padres y madres manifestándose, algunos de los menores tuvieron que ser auxiliados por verse afectados ante el fuego cruzado de la Policía Nacional del Perú y los manifestantes.

### Sanitario
El 22 de diciembre los manifestantes quemaron una ambulancia en Ica que estaba volviendo de Lima luego de llevar a un paciente, por este suceso la ministra de Salud Pilar Mazzetti dijo que «Ica tiene 10 ambulancias, ahora son 9» y que dicha acción es un «disparo a los pies» debido a la pandemia de COVID-19 en Ica.
Debido al bloqueo de la panamericana norte y sur, los hospitales y centros médicos de varias regiones se corren el riesgo de quedarse sin oxígeno para afrontar la pandemia de COVID-19, además de otras enfermedades respiratorias, así lo comunica Linde, empresa que transporta el oxígeno medicinal:

El bloqueo de carreteras está afectando directamente el abastecimiento de hospitales, alrededor de 121. Estamos hablando de 68 en la zona sur y 53 en la zona norte. Estamos en una situación bastante crítica ya que los hospitales de Cañete y Chincha, si es que no logramos pasar el bloqueo en las próximas horas, van a quedar desabastecidos por falta de oxígeno (..) Tenemos bloqueos en Chincha y también Virú para la zona norte, poniendo en riesgo el abastecimiento de la ciudad en el sur de Ica, Arequipa, Cusco, Puno, Tacna, Moquegua y en el sur estamos hablando de Trujillo, Chiclayo, Tumbes, Cajamarca.

### Político

#### Comparación con las protestas contra el gobierno de Merino
El trato que recibió el paro agrario y sus afectados, en comparación con las que recibieron las protestas contra el gobierno de Manuel Merino, fue muy controvertido para diversos sectores políticos. El propio Merino pidió que se incluya en las exposiciones fotográficas del Lugar de la Memoria a Jorge Muñoz y Mario Fernández, los dos jóvenes fallecidos que «lucharon por abolir una ley de explotación», tal como se hizo con Brian Pintado e Inti Sotelo, fallecidos en las protestas contra su breve gobierno. Miembros del partido Acción Popular exigieron al presidente Francisco Sagasti que «camine fuera de Palacio, no solo para inauguraciones y discursos».
El diario de oposición Expreso cuestionó la poca atención por parte de la mayoría de medios informativos de Lima de las muertes de Jorge Muñoz y Mario Fernández, en contraste con la recibida por las de Brian Pintado e Inti Sotelo, tildando de «conducta de la doble moral» la actuación del gobierno de Sagasti y de los medios masivos. Posteriormente, un columnista del mismo diario criticó a diversas personalidades que previamente habían apoyado las protestas en contra de Merino y después reclamaban el «restablecimiento» del orden en Ica.

#### Crítica al accionar del gobierno de Sagasti
La Bancada Nueva Constitución del Congreso de la República del Perú exigieron que la presidenta del Consejo de Ministros, Violeta Bermúdez, y el ministro del Interior, José Elice, acudiesen al parlamento para explicar los sucesos de las manifestaciones en La Libertad que dejaron víctimas mortales.
El alcalde de Virú, Andrés Chávez, pidió la renuncia de Sagasti a la presidencia por los tres muertos que se dieron en el departamento de La Libertad.

#### Crítica al comportamiento de los congresistas
La presidenta del Congreso de la República del Perú Mirtha Vásquez cuestionó que algunos parlamentarios decidieran pasar el fin del año 2020 en el extranjero de manera lúdica en vez de intentar resolver la situación del paro agrario.

### Judicial
El 14 de noviembre de 2021 familiares de Reynaldo Reyes Ulloa (27 años), uno de los primeros fallecidos por la represión policial, anunciaron que denunciarían penalmente al presidente Francisco Sagasti y a la presidenta del Consejo de Ministros Violeta Bermúdez, debido a la investigación del presunto responsable Víctor Bueno. El familiar aclaró que se debe «esclarecer quién dio la orden de que disparen los policías a los trabajadores».

## Muertos
Se registraron doce víctimas fatales afectadas por el paro agrario, entre las que se encuentra un menor de 16 años.
El 3 de diciembre de 2020 se registró la muerte de Jorge Muñoz (19), que se encontraba protestando en Virú y murió de un disparo proveniente de la policía cuando ésta intentaba dispersar la vía de la carretera. El policía fue condenado en 2024 a 10 años de cárcel.
El 4 de diciembre de 2020 se registró la muerte de Mario Fernández (23), que fue atropellado por una moto y los bloqueos de la autopista en Chao por parte de los manifestantes.
El 10 de diciembre de 2020, el joven Joel Rumay Saune (22), que originó el accidente que a cabo con la vida de Fernández al tener los caminos bloqueados por el paro, también falleció.
El 23 de diciembre de 2020, cinco personas murieron en un accidente de tránsito al intentar esquivar los bloqueos en la panamericana norte, el accidente se desarrolló en una ruta alterna y terminó con el auto y los cuerpos en un canal de riego de Chavimochic.
El 30 de diciembre de 2020 se registró la muerte de tres personas: un menor de Virú que recibió un impacto de bala en el estómago y falleció de camino al hospital; luego se registró que Reynaldo Reyes Ulloa (27), un joven de Chao, fue trasladado herido al hospital de Puente Chao y después al hospital de Trujillo en donde murió en el trayecto, el origen de su muerte fue el impacto de un proyectil de arma de fuego; y Modesto Mondragón Solano (56) era un paciente oncológico varado en la panamericana norte que falleció debido a su enfermedad que no pudo recibir su tratamiento diario ante el bloqueo de las carreteras.
El 2 de enero de 2021 la Defensoría del Pueblo comunicó que había otra víctima mortal, pero no dio detalles más allá de que fue por la congestión de vehículos debido a los bloqueos.